# Xfly
Xfly (bis Februar 2020 Regional Jet) war der Markenname der Regional Jet OÜ. Das Unternehmen war eine estnische Fluggesellschaft mit Sitz in Tallinn und Basis auf dem Flughafen Tallinn-Lennart Meri. Sie war eine Tochtergesellschaft der Nordic Aviation Group und setzte ihre Maschinen im Wetlease für andere Fluggesellschaften ein.

## Unternehmen
Regional Jet wurde Ende 2015 als Tochtergesellschaft der Nordic Aviation gegründet und erhielt im Februar 2016 ein Air Operator Certificate. Im Januar 2016 übernahm sie mit einer geleasten Bombardier CRJ700 ihr erstes Flugzeug.
Regional Jet führt ihren Flugbetrieb nicht unter eigenem Markenauftritt durch, sondern hat sich auf Wetlease-Aufträge (ACMI-Vermietung) spezialisiert. Hauptsächlich betreibt sie ihre Maschinen für die virtuelle Schwestergesellschaft Nordica, aber auch für SAS Scandinavian Airlines und weitere Fluggesellschaften. Seit November 2016 besaß die polnische LOT eine 49%ige Beteiligung an dem Unternehmen.
Ende Februar 2020 änderte das Unternehmen den Markennamen in Xfly. Am 31. Dezember 2020 verkaufte LOT ihren Anteil an Xfly an die estnische Fluggesellschaft Nordica, welche nun 100 % an der Xfly hält.
Nachdem eine geplante Übernahme des Mutterunternehmens Nordica durch Lars Thuesen im November 2024 gescheitert war, teilte ein Sprecher der Nordic Aviation mit, dass im Zuge des folgenden Insolvenzverfahrens gemeinsam mit Nordica auch Xfly aufgelöst werden soll.

## Flotte

### Aktuelle Flotte
Mit Stand November 2023 bestand die Flotte der Xfly aus 18 Flugzeugen mit einem Durchschnittsalter von 11,6 Jahren:
| Flugzeugtyp       | Anzahl | bestellt | Anmerkungen                                                                                | Sitzplätze |
| ----------------- | ------ | -------- | ------------------------------------------------------------------------------------------ | ---------- |
| ATR 72-600        | 09     |          | sechs betrieben für SAS (davon eine inaktiv), eine betrieben für TAP Express, eine inaktiv | 70         |
| Bombardier CRJ900 | 09     |          | sechs betrieben für SAS, zwei betrieben für Nordica, eine inaktiv                          | 88         |
| Gesamt            | 18     |          |                                                                                            |            |

### Ehemalige Flugzeugtypen
- Bombardier CRJ700